# Thiolacton

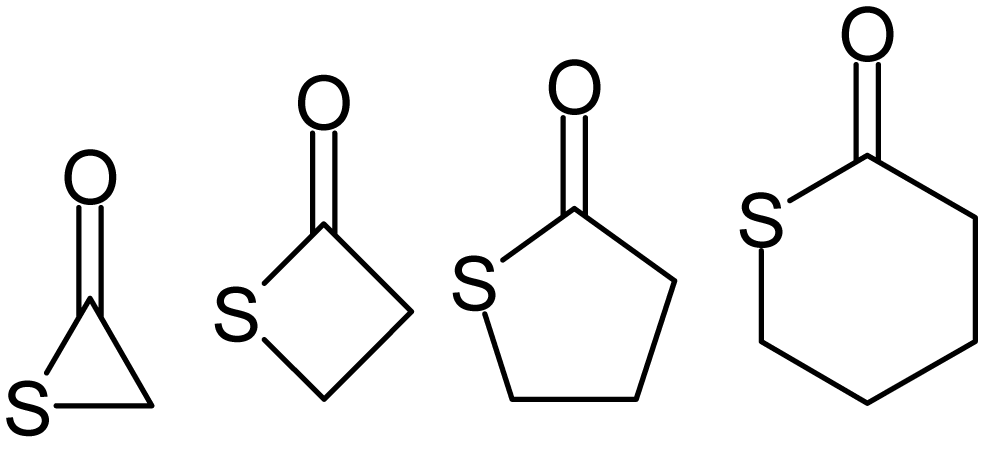
Algemene structuurformule van een α-, β-, γ- en δ-thiolacton.

De thiolactonen vormen een klasse van organische verbindingen die kunnen opgevat worden als lactonen waarbij het zuurstofatoom in de ring vervangen is door een zwavelatoom. Thiolactonen worden net zoals lactonen aangeduid met een Griekse letter, die weergeeft hoeveel atomen in de ringen zijn opgenomen: zo telt de ring in een α-thiolacton 3 atomen, terwijl in een δ-thiolacton 6 atomen aanwezig zijn.
Een thiolacton kan bereid worden door de interne cyclisatie tussen een thiolgroep en een carboxylgroep. Thiolactonen kunnen zeer vlot geopend worden door de reactie met een amine (bijvoorbeeld 2-propylamine). Deze methode wordt gebruikt om in situ thiolen te genereren. Dit type reacties wordt aangewend in de polymeerchemie om bijvoorbeeld hypervertakte polymeren te vormen.